# Essigsäuregärung
Mit Essigsäuregärung ist meist die von Essigsäurebakterien der Familie Acetobacteraceae bewirkte Umwandlung von Zuckern oder Ethanol (Alkohol) zu Essigsäure (IUPAC-Name: Ethansäure) gemeint. Dieser Vorgang ist jedoch keine Gärung im eigentlichen Sinne, da bei diesem Prozess Sauerstoff verbraucht wird. Vielmehr handelt es sich um eine unvollständige Oxidation, da mit Ausnahme weniger Gattungen, wie Acetobacter, andere Essigsäurebakterien nicht über einen vollständigen Enzymsatz zur Umwandlung der Essigsäure in Kohlendioxid und Wasser verfügen.
Eine „echte“ Form von Essigsäuregärung ist z. B. die so genannte Homoacetatgärung.
Bei der Essigsäuregärung wird zuerst Ethanol in Ethanal (Acetaldehyd) umgewandelt, indem zweimal Wasserstoff abgespalten wird. In einer weiteren Reaktion wird aus Ethanal unter Zuführung von Wasser Essigsäure hergestellt.